# Kreis Mehedinți

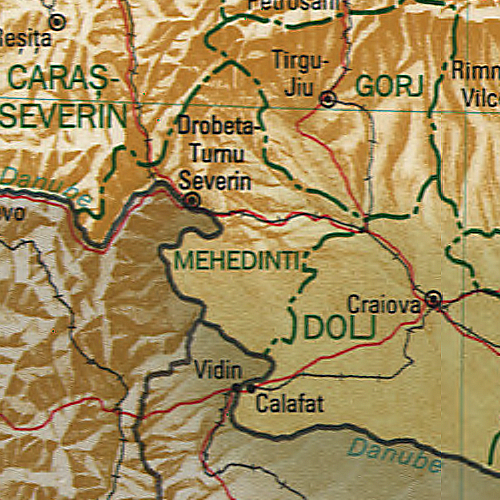
Karte des Kreises Mehedinți

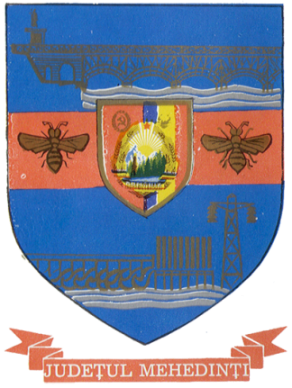
Wappen des Kreises Mehedinți, zur Zeit des Realsozialismus

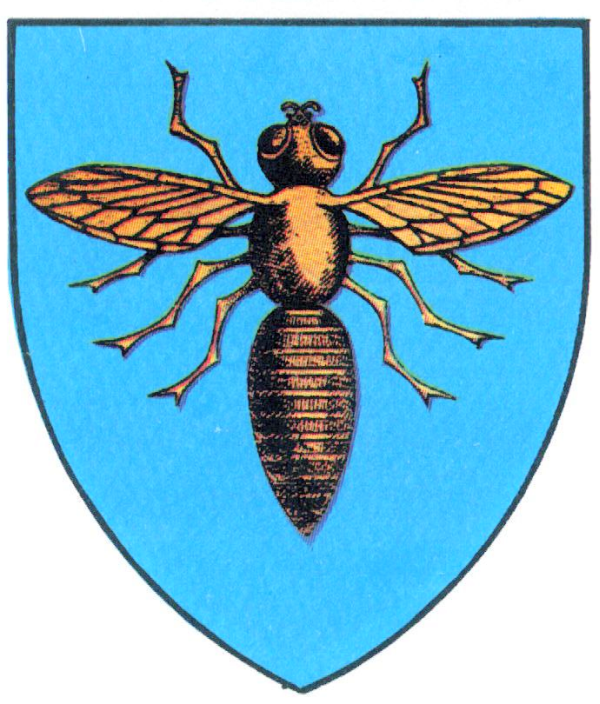
Wappen des Kreises Mehedinți, in der Zwischenkriegszeit

Mehedinți [meheˈdintsʲ] (Ausspracheⓘ) ist ein rumänischer Kreis (Județ) in der Region Walachei mit der Kreishauptstadt Drobeta Turnu Severin. Seine gängige Abkürzung und das Kfz-Kennzeichen sind MH.
Der Kreis Mehedinți grenzt im Norden sowie im Osten an den Kreis Gorj, im Südosten sowie im Süden an den Kreis Dolj. Des Weiteren grenzt er im Süden an Bulgarien, im Südwesten an die Republik Serbien und im Westen sowie im Nordwesten an den Kreis Caraș-Severin.

## Demografie
Im Jahr 2002 hatte der Kreis Mehedinți 306.732 Einwohner und eine Bevölkerungsdichte von 62 Einwohnern pro km².
2011 hatte der Kreis 265.390 Einwohner somit eine Bevölkerungsdichte von 54 Einwohnern pro km².

## Geographie
Der Kreis hat eine Gesamtfläche von 4933 km², dies entspricht 2,06 % der Fläche Rumäniens.

## Städte und Gemeinden
Der Kreis Mehedinți in Rumänien besteht aus offiziell 360 Ortschaften. Davon haben fünf den Status einer Stadt, 61 den einer Gemeinde und die übrigen sind administrativ den Städten und Gemeinden zugeordnet.

### Größte Orte
| Stadt/Gemeinde                                              | Einwohnerzahl |
| ----------------------------------------------------------- | ------------- |
| Drobeta Turnu Severin (ung. Szörényvár)                     | 79.865        |
| Șimian                                                      | 10.021        |
| Strehaia                                                    | 09.059        |
| Orșova (dt. Orschowa, ung. Orsova, kroat. und serb. Rušava) | 08.506        |
| Corcova                                                     | 05.429        |
| Vânju Mare                                                  | 05.078        |
| Baia de Aramă (ung. Arámabánya)                             | 04.478        |
| Jiana                                                       | 04.184        |
| Gogoșu                                                      | 03.910        |
| Breznița-Ocol                                               | 03.826        |
| Gârla Mare                                                  | 03.300        |
| Bala                                                        | 03.289        |
| Butoiești                                                   | 03.263        |
| Pătulele                                                    | 03.038        |
| Devesel                                                     | 03.029        |
| (Stand: 1. Dezember 2021)                                   |               |